# Henning Bjerregaard
 (novembre 2023).
Si vous disposez d'ouvrages ou d'articles de référence ou si vous connaissez des sites web de qualité traitant du thème abordé ici, merci de compléter l'article en donnant les références utiles à sa vérifiabilité et en les liant à la section « Notes et références ».
En pratique : Quelles sources sont attendues ? Comment ajouter mes sources ?
Henning Bjerregaard (né le 6 mars 1927 au Danemark et mort le 9 octobre 2014 est un joueur de football international danois, qui évoluait au poste d'attaquant.
Il est connu pour avoir terminé meilleur buteur du championnat du Danemark lors de la saison 1950-51 avec 11 buts (à égalité avec James Rønvang et Jens Peter Hansen).